# Memphis Hustle
Los Memphis Hustle son un equipo de baloncesto estadounidense perteneciente a la NBA G League, que comenzó a jugar en la temporada 2017-2018. Tienen su sede en la ciudad de Southaven, Misisipi. Juegan sus partidos en el Landers Center, un pabellón para 8.362 espectadores.

## Historia
El 23 de enero de 2017, se anunció que los Iowa Energy no renovarían su acuerdo de afiliación híbrida con los Memphis Grizzlies, pero que sería adquirida por los Minnesota Timberwolves para servir como su filial en la G-League a partir de la temporada 2017-18. Ese mismo día, los Grizzlies anunciaron que estarían creando un equipo de expansión para comenzar a jugar en Southaven, a unos 25 kilómetros del centro de Memphis y el FedEx Forum, a través de la frontera entre Tennessee y Misisipi.
El 1 de junio de 2017, los Memphis Grizzlies dieron a conocer el nuevo nombre y logotipo del equipo afiliado de la NBA Development League, que se denominaría Memphis Hustle.

## Afiliaciones
- Memphis Grizzlies (2017-presente)

## Trayectoria
| Memphis Hustle    |                   |                   |     |     |      |                                                                                     |
| 2017–18           | Midwest           | 4º                | 21  | 29  | .420 |                                                                                     |
| 2018–19           | Midwest           | 2º                | 28  | 22  | .560 | Gana 1ª ronda (Stockton) 122–119 Pierde Semifinal Conf. (Rio Grande Valley) 118–135 |
| 2019–20           | Midwest           | 1º                | 26  | 15  | .634 | Temporada cancelada por la pandemia de COVID-19                                     |
| 2020–21           | —                 | 12º               | 6   | 9   | .400 |                                                                                     |
| 2021–22           | Western           | 9º                | 15  | 19  | .441 |                                                                                     |
| 2022–23           | Western           | 2º                | 23  | 9   | .719 | Pierde Semifinal Conf. (Rio Grande Valley) 108–110                                  |
| 2023–24           | Western           | 12º               | 15  | 19  | .441 |                                                                                     |
| Temporada regular | Temporada regular | Temporada regular | 124 | 122 | .504 |                                                                                     |
| Playoffs          | Playoffs          | Playoffs          | 1   | 3   | .250 |                                                                                     |